# Stipa ramosissima

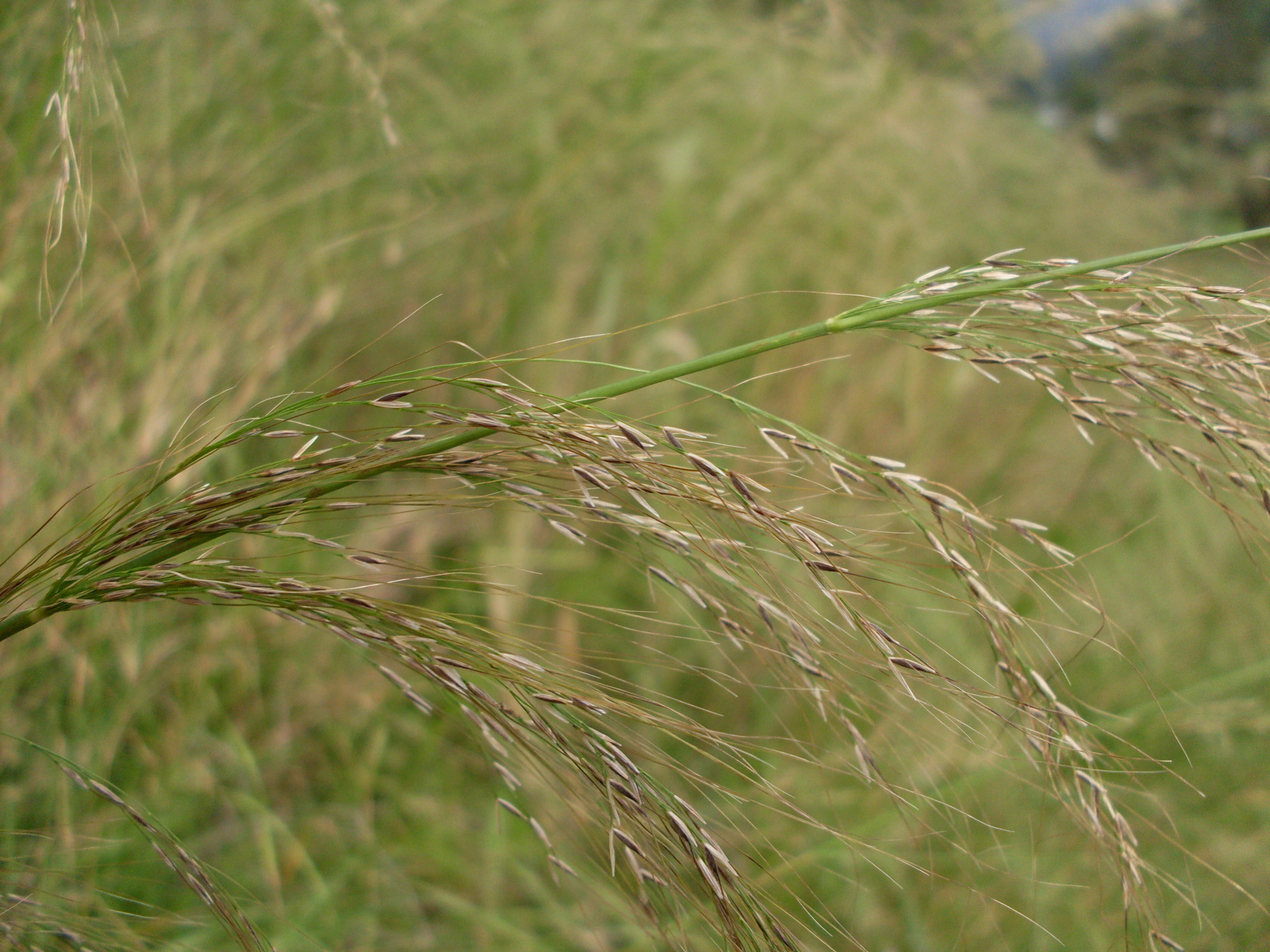
Bambugräs

Stipa ramosissima är en gräsart som först beskrevs av Carl Bernhard von Trinius, och fick sitt nu gällande namn av Christian Gottfried Daniel Nees von Esenbeck. Stipa ramosissima ingår i släktet fjädergrässläktet, och familjen gräs. Inga underarter finns listade i Catalogue of Life.